# Confine di Stato di Iselle
Il confine di Stato o valico di Iselle è sede di un valico di frontiera fra la provincia del Verbano-Cusio-Ossola in Italia e il Canton Vallese in Svizzera.
Il valico italiano è detto "di Iselle" per il nome della frazione del comune di Trasquera in cui si trova. È considerato molto importante, per il traffico di merci e per l'importanza storica che ha. Vi termina la Strada statale 33 del Sempione che prosegue in territorio elvetico, attraverso il passo del Sempione, come strada principale 9. Istituito nel 1291 fra l'allora Contea di Novara e il Vescovato di Sion, non fu mai più rimosso.
Nelle sue vicinanze ha inizio il traforo ferroviario del Sempione.
È sede di una tenenza della Guardia di Finanza e di un distaccamento della Polizia di frontiera.